# Platinum 9 Disc
Platinum 9 Disc (プラチナ ９ DISC) è il nono album in studio del gruppo femminile giapponese Morning Musume, pubblicato nel 2009.

## Tracce
Testi e musiche di Tsunku.
1. SONGS – 4:39
2. Resonant Blue (リゾナント ブルー) – 4:52
3. Ame no Furanai Hoshi dewa Aisenai Darō? (雨の降らない星では愛せないだろう?) – 4:17
4. Take off is now! – 4:14
5. Naichau Kamo (泣いちゃうかも) – 4:35
6. Watashi no Miryoku ni Kizukanai Donkan na Hito (私の魅力に 気付かない鈍感な人) – 4:21
7. Guru Guru Jump (グルグルJump) – 3:54
8. Mikan (みかん) – 4:27
9. Jōnetsu no Kisu o Hitotsu (情熱のキスを一つ) – 4:33
10. It's You – 3:44
11. Onna ni Sachi Are (女に 幸あれ) – 4:15
12. Kataomoi no Owari ni (片思いの終わりに) – 4:51
13. Kanashimi Twilight (悲しみトワイライト) – 3:45